# (5434) 1989 ES
(5434) 1989 ES (1989 ES, 1986 TX14, 1991 PF9) — астероїд головного поясу, відкритий 6 березня 1989 року.
Тіссеранів параметр щодо Юпітера — 3,125.